# Pandanus kimlangii
Pandanus kimlangii är en enhjärtbladig växtart som beskrevs av Martin Wilhelm Callmander och Laivao. Pandanus kimlangii ingår i släktet Pandanus och familjen Pandanaceae. Inga underarter finns listade.